# خلیج گینه
خلیج گینه خلیج بزرگی از اقیانوس اطلس در جنوب غربی قاره آفریقا است.
این خلیج مرکز جغرافیایی زمین به‌شمار می‌آید زیرا طول و عرض جغرافیایی در آن هر دو صفر هستند. (خط استوا و نصف‌النهار مبدأ در اینجا به هم می‌رسند).
نام این خلیج به منطقه گینه اشاره دارد که در دوره‌ای نامی کلی برای نواحی جنوبی‌تر در غرب آفریقا بود. ریشهٔ این نام از زبان مردم بربر شمال آفریقا گرفته شده‌است.
خلیج گینه تورفتگی وسیعی از اقیانوس اطلس در سمت غربی قاره آفریقا است. خلیج بنین در شمال غرب و خلیج بانیدر شمال شرق را می‌توان از زیرمجموعه‌های خلیج گینه در نظر گرفت. تورفتگی اقیانوس اطلس در این ناحیه شامل مجموعه‌ای از جزایر آتشفشانی است که بخشی از یک منطقه گسلی به‌شمار می‌آیند؛ گسلی که شامل کوه کامرون و کوه‌های آداماوا نیز می‌شود.
رشته‌جزایر آتشفشانی در خلیج گینه از شمال غرب به جنوب شرق عبارتند از: بیوکو، پرنسیپ، سائوتومه و آنوبون. جزیره دیگر در خلیج گینه، کوریسکو است که در سواحل گابن و گینه استوایی قرار دارد.
از جمله رودخانه‌های زیادی که به خلیج گینه می‌ریزند می‌توان به نیجر، ولتا و ساناگا اشاره کرد. رود نیجر، به ویژه، مقدار زیادی رسوبات آلی را طی میلیون‌ها سال ته‌نشین کرده‌است که در نهایت مقدار بسیار زیادی نفت تولید می‌کند. از این رو این منطقه به عنوان یکی از بزرگ‌ترین و مهم‌ترین مناطق استخراج نفت جهان شناخته می‌شود.
کشورهای زیر، از غرب تا جنوب شرقی، با خلیج گینه هم‌مرزند یا قرار دارند:
- ساحل عاج
- غنا
- توگو
- بنین
- نیجریه
- کامرون
- گینه استوایی
- سائوتومه و پرنسیپ
- گابن